# Sombor

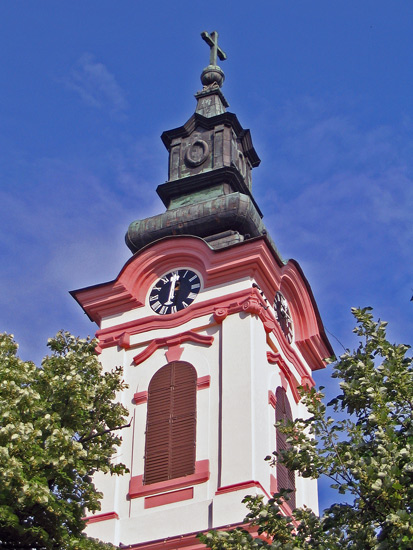
Església ortodoxa sèrbia

Sombor (Сомбор) és una ciutat i municipi localitzat a Sèrbia a 45° 47′ N, 19° 07′ E / 45.78°N,19.12°E. La ciutat té una població de 51,471 (cens 2002), mentre que la població del municipi arriba als 97,263 habitants. És el centre administratiu del Districte de Bačka Occidental de Sèrbia.

## Nom i etimologia
En serbi, la ciutat és coneguda com a "Sombor" (Сомбор), en hongarès com a "Zombor", en croata (i šokac) com a "Sombor", en bunjevac com a "Sombor", en rutè com a "Zombor" (Зомбор), i en alemany com a "Zombor". El nom antic hongarès de la ciutat era Czoborszentmihály. El nom té el seu origen en la família Czobor, els amos de la ciutat durant el segle xiv. El nom serbi de la ciutat (Sombor) també va venir del nom familiar dels Czobor, i esmentat per primera vegada el 1543, encara que ja hagi estat esmentat en documents històrics sota diversos noms, com a Samobor, Samobor, Sambor, Sambir, Sonbor, Sanbur, Zibor, i Zombar. El nom no oficial de la ciutat en serbi és Ravangrad (Раванград-Ciutat plana).

## Història
El primer registre històric sobre la ciutat prové de l'any 1340. La ciutat va pertànyer al Regne d'Hongria fins al segle xvi, quan va formar part de l'Imperi Otomà. Durant el regnat otomà la població hongaresa va fugir i la ciutat era majorment poblada pels serbis.
El 1665, un viatger molt conegut, Evlia Celebi, va visitar Sombor i va escriure: "Tota la gent (a la ciutat) no són hongaresos, sinó valaquià-cristians (serbis). Aquest lloc té alguna cosa en especial: no pertany a Hongria, però són part de Bačka i Valàquia. La majoria dels habitants són comerciants, i tots duen roba d'habitants de la frontera; són gent gentil i valenta."
Des del 1687, la ciutat va estar sota el govern habsburg, i va ser inclosa a la Frontera militar habsburga. El 1717, la primera escola elemental ortodoxa va ser inaugurada. Cinc anys després una escola elemental romà-catòlica també va ser inaugurada. El 1745 Sombor va ser exclòs de la Frontera militar i inclòs al comtat Bács-Bodrog. El 1749 va obtenir l'estatut de la "lliure ciutat real". El 1786, la ciutat va ser la seu d'aquest comtat. Segons el cens de 1786, la població de la ciutat era 11,420 habitants, la majoria serbis.
Segons el cens de 1843, la ciutat tenia 21,086 habitants, dels quals 11,897 eren cristians ortodoxos, 9,082 catòlics, 56 jueus, i 51 protestants. La llengua principal parlada a la ciutat era el serbi i segona l'alemany. El 1848/1849, Sombor era part del Ducat serbi, una regió autònoma sèrbia dintre de l'Imperi austríac, mentre que entre 1849 i 1860, era part del Ducat de Sèrbia i Tamiš Banat, una terra separada de la corona austríaca. Després de l‘abolició d'aquesta terra, Sombor es va convertir en la seu del nou Districte de Bačka-Bodrog.
Segons el cens de 1910, la població de Sombor era 30,593 habitants dels quals 11,881 parlava el serbi, 10,078 parlava hongarès, 6,289 parlava l'idioma bunjevac, 2,181 parlava l'alemany, etc.
Des de 1918, Sombor era part de Regne de Iugoslàvia (després conegut com a Iugoslàvia). Entre 1918 i 1922 era part del Districte de Bačka, entre 1922 i 1929 part de la regió de Bačka, i entre 1929 i 1941 part de Banovina del Danubi.
El 1941, la ciutat va ser ocupada per les Potències de l'Eix i annexada per part d'Hongria. L'ocupació de les Potències va acabar en 1944, i Sombor va formar part de la nova República Federal Socialista de Iugoslàvia. Des del 1945, és part de la província autònoma de Voivodina. Avui, Sombor és la capital del Districte de Bačka Occidental.

## Població històrica de la ciutat
- 1961: 37,760
- 1971: 44,100
- 1981: 48,454
- 1991: 48,993
- 2002: 51,471

### Ciutat i pobles
El municipi de Sombor inclou la ciutat de Sombor i els pobles següents:
- Aleksa Šantić
- Bački Breg
- Bački Monoštor
- Bezdan
- Gakovo
- Doroslovo
- Kljajićevo
- Kolut
- Rastina
- Riđica
- Svetozar Miletić
- Stanišić
- Stapar
- Telečka
- Čonoplja

### Altres assentaments suburbans
- Bukovački Salaši
- Rančevo
- Kruševlje
- Bilić
- Lugumerci
- Žarkovac

## Demografia (cens 2002)

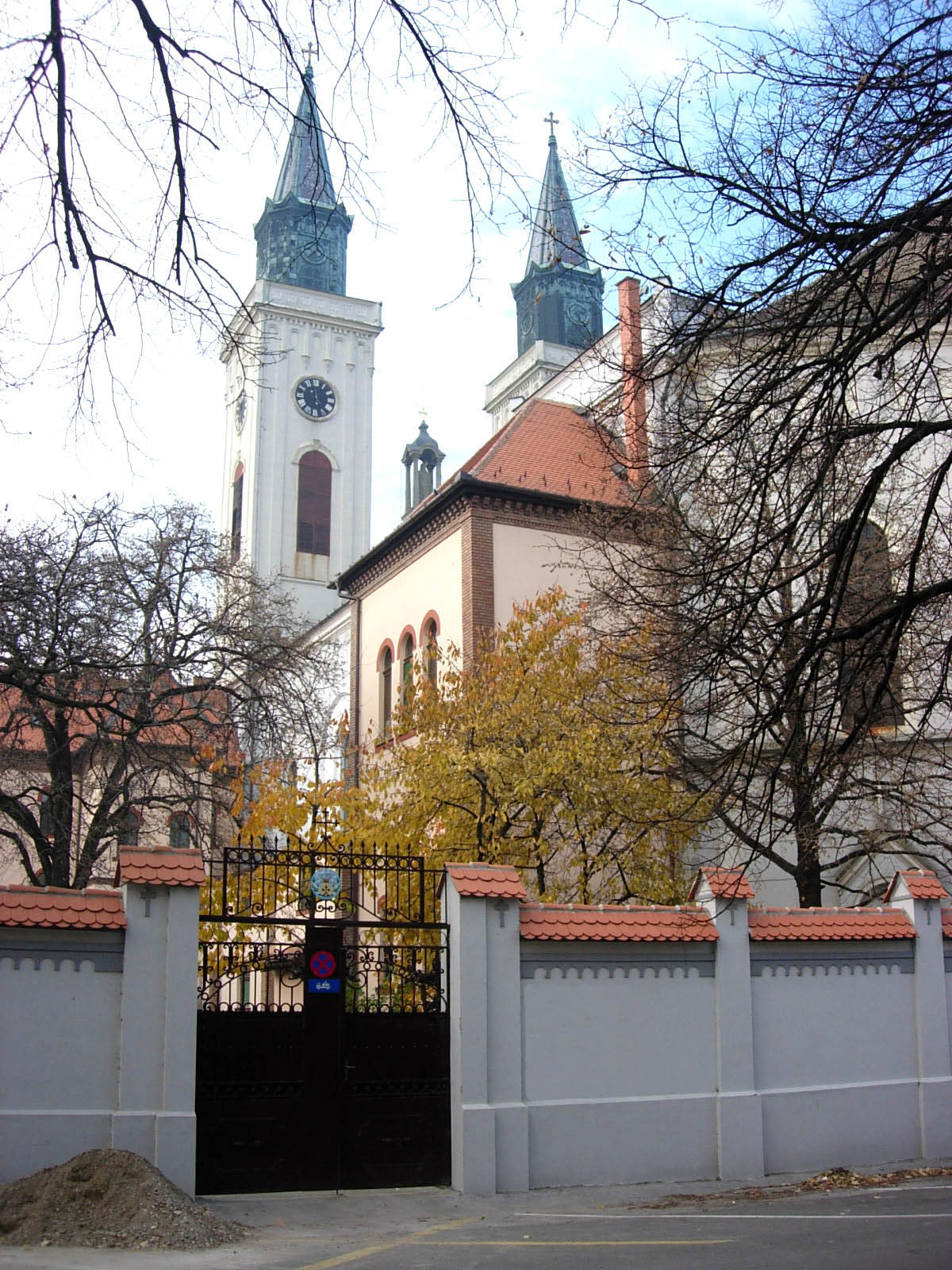
Monestir carmelità i l'església al centre de la ciutat.

### Grups ètnics al municipi de Sombor
La població del municipi de Sombor consisteix en:
- serbis = 59,799 (61,48%)
- hongaresos = 12,386 (12,73%)
- croats = 8,106 (8,33%)
- iugoslavs = 5,098 (5,24%)
- bunjevci = 2,730 (2,8%)
- altres.

### Assentaments segons la majoria ètnica
Assentaments amb la majoria sèrbia són: Sombor, Aleksa Šantić, Gakovo, Kljajićevo, Kolut, Rastina, Riđica, Stanišić, Stapar, i Čonoplja. Assentaments amb la majoria croata/šokac són: Bački Breg i Bački Monoštor. Assentaments amb la majoria hongaresa són: Bezdan, Doroslovo, i Telečka.

## Cultura
Sombor és famós pels seus arbres, vida cultural i un centre històric preciós dels segles xviii i xix. Les institucions culturals més importants són el Teatre Nacional, el Museu Regional, la Galeria d'Art Moderna, la Galeria d'Art de Milan Konjović, la Facultat d'Ensenyament, la Casa sèrbia de Lectura i el Batxhillerat.
La història rica de Sombor inclou la institució més antiga d'ensenyament en la llengua sèrbia. També és la ciutat de moltes organitzacions de les minories, com el Teatre de Butxaca Hongarès Berta Ferenc, l'Associació Croata Vladimir Nazor, el Municipi jueu i altres organitzacions petites com clubs alemany i gitano.
Hi ha dos monestiris importants a la ciutat:

- Monestir carmelità, fundat el 1904
- Monestir ortodox, fundat el 1928-1933

## Mèdia local

### Periòdics
- Somborske novine Arxivat 2008-03-17 a Wayback Machine.

### Canals de TV
- K-54 Arxivat 2006-08-04 a Wayback Machine.
- Spektar Arxivat 2006-07-18 a Wayback Machine.

### Estacions de ràdio
- Fortuna Arxivat 2006-08-04 a Wayback Machine. (93.9)
- Fortuna folk Arxivat 2006-08-04 a Wayback Machine. (95.8)
- Planet Arxivat 2006-06-16 a Wayback Machine. (94.7)
- Sombor Arxivat 2006-07-11 a Wayback Machine. (97.5)
- Sonet Arxivat 2006-07-18 a Wayback Machine. (100.1)
- Spektar Arxivat 2006-07-18 a Wayback Machine. (106.6)

## Ciutats agermanades
Ciutats agermanades:
- Baja, Hongria
- Kispest, Hongria

Cooperació regional:
- Osijek, Croàcia
- Tuzla, Bòsnia i Hercegovina
- Vukovar, Croàcia